# سان ليونارد (باد كاليه)
سان ليونارد، باد كاليه (بالفرنسية: Saint-Léonard, Pas-de-Calais)‏ هي بلدية تقع في إقليم باد كاليه من منطقة نور با دو كاليه في شمال فرنسا. تبلغ مساحة هذه المدينة 3.4 (كم²)، وترتفع عن سطح البحر 7 م، يبلغ عدد سكانها 3725 نسمة حسب إحصاء المعهد الوطني للإحصاء والدراسات الاقتصادية سنة 2009 م. وترأس Jean-Loup Lesaffre البلدية خلال فترة (2008-2014).